# Hollenstein (Gemeinde Kirchberg)
Hollenstein ist ein Ort und eine Katastralgemeinde in der Marktgemeinde Kirchberg am Walde im Bezirk Gmünd in Niederösterreich mit 157 Einwohnern (Stand 1. Jänner 2024).

## Geografie
Das südöstlich von Kirchberg gelegene Dorf entwässert über den Hofgraben in die Deutsche Thaya. Durch den Ort führt die Landesstraße L65. Die Katastralgemeinde erstreckt sich bis zum Haspelteich und umfasst auch weite Teile des Kirchenwaldes, in dem sich die Lage Pechhütte befindet. Am 1. April 2020 zählte die Ortschaft 82 Adressen.

## Geschichte
1312 wurde der Ort urkundlich genannt. Ein Dreieckangerdorf mit Gartenäckern entwickelte sich zum Doppelreihendorf. Die mittelmäßig bestifteten Bauern bauten auf ihren Äckern Korn, Hafer, Erbsen, Erdäpfel und ziemlich viel Flachs an. Von großer Bedeutung war laut Schweickhardt auch die Weberei, die im Nebenerwerb betrieben wurde.
Im Jahr 1822 wurde der Ort als Dorf mit 56 Häusern genannt, das nach Kirchberg eingepfarrt war, wohin auch die Kinder eingeschult wurden. Die Herrschaft Kirchberg am Walde besaß die Ortsobrigkeit, übte die Landgerichtsbarkeit aus und besorgte die Konskription. Die Untertanen und Grundholde des Ortes gehörten der Herrschaft Kirchberg und dem Stift Zwettl.
Laut Adressbuch von Österreich waren im Jahr 1938 in der Ortsgemeinde Hollenstein zwei Gastwirte, zwei Gemischtwarenhändler, ein Schneider, ein Viktualienhändler und ein Wagner ansässig.
Die Gemeinde wurde mit 1. Jänner 1967 mit Kirchberg am Walde zusammengelegt.

## Kultur und Sehenswürdigkeiten
- Ortskapelle Hollenstein

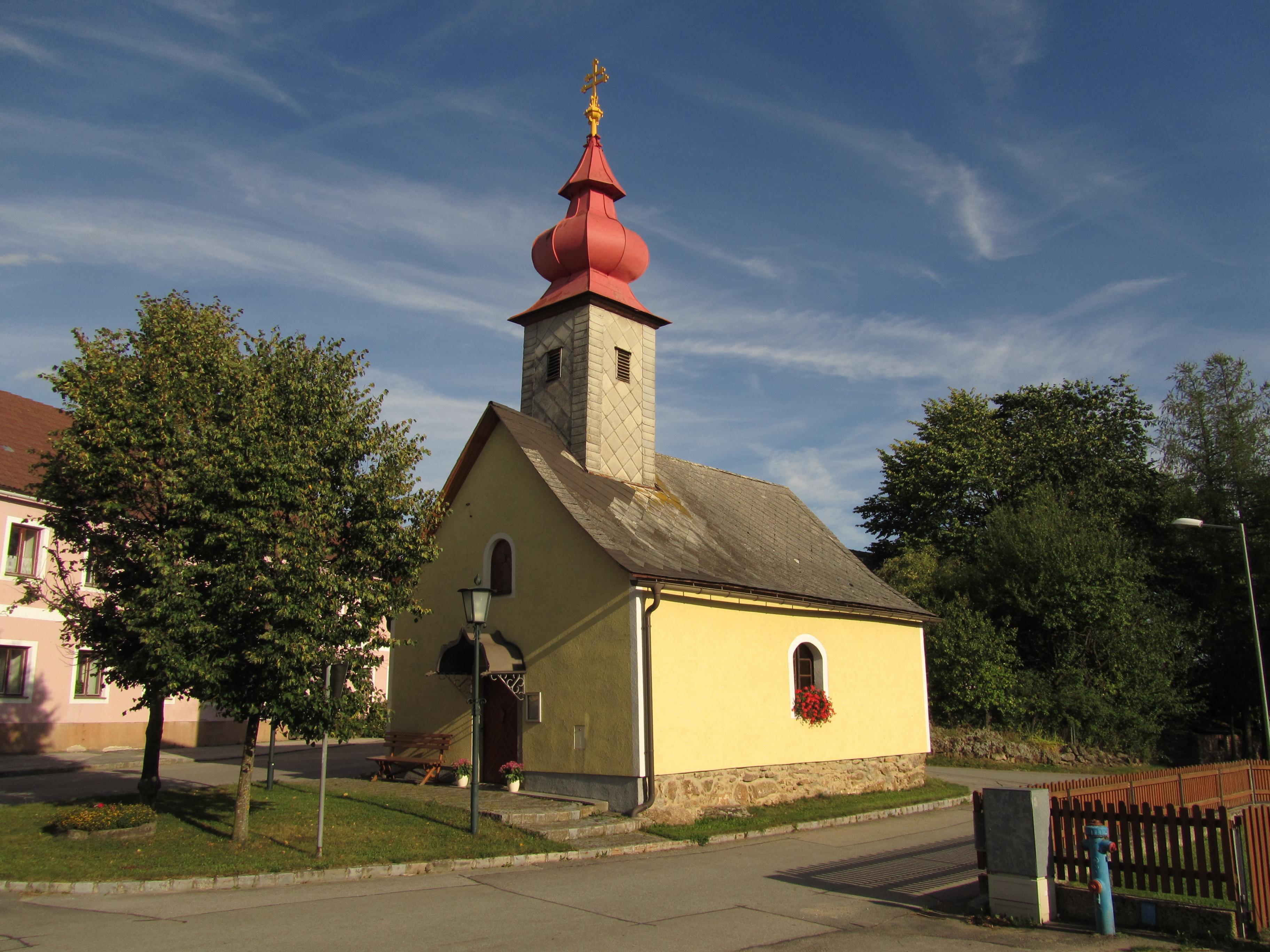
Ortskapelle Hollenstein

- Wegkreuz aus 1900 am westlichen Ortsausgang.

## Persönlichkeiten
- Thomas Steininger (1817–1872), Gerichtsschreiber, Sekretär, Sparkassendirektor und Reichstagsabgeordneter
- Johann Weissenböck (1929–1980), Landwirt und Politiker (ÖVP) und von 1965 bis 1966 Bürgermeister von Hollenstein